# Zakrisdalsverken

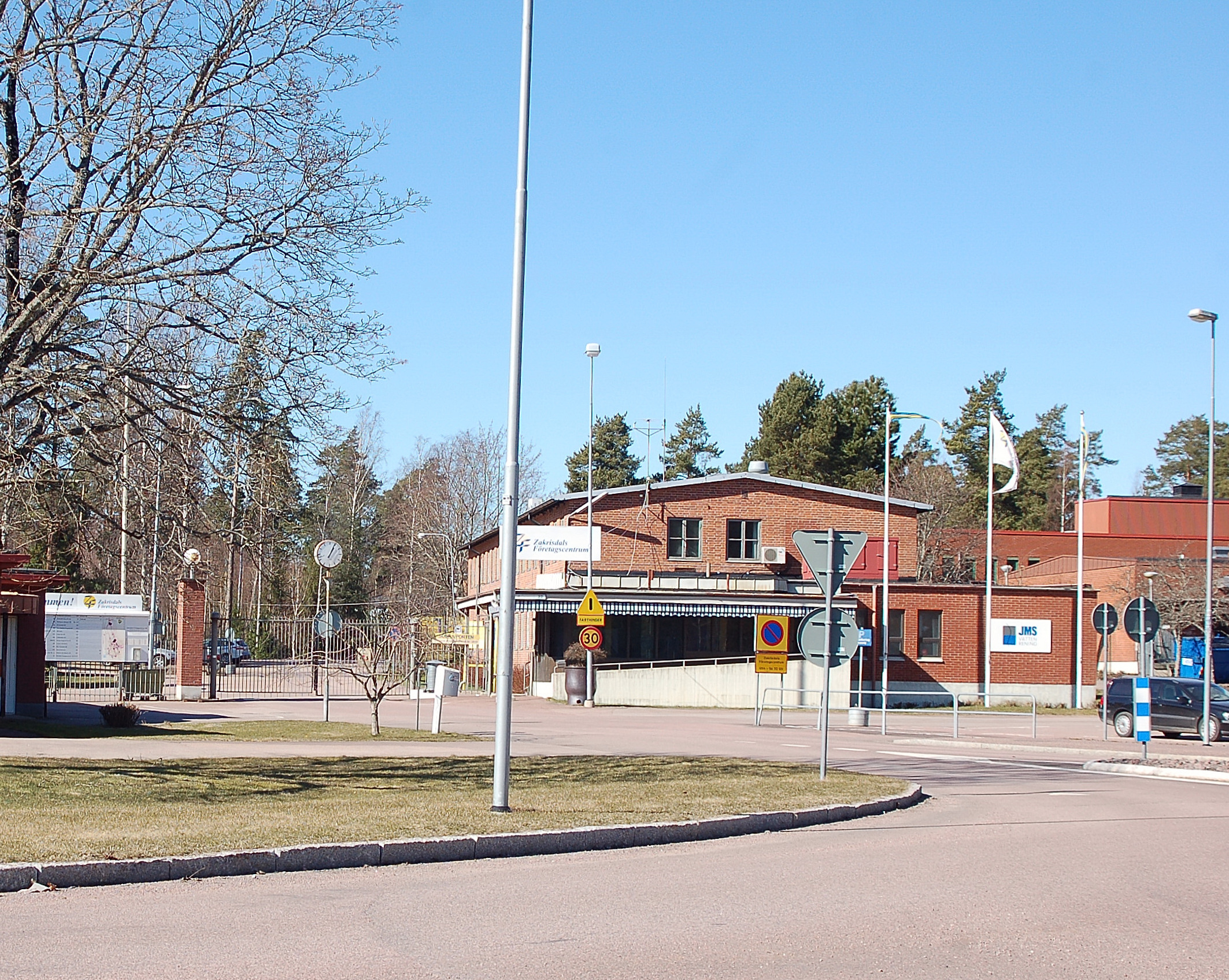
Entrén till Zakrisdal

Zakrisdalsverken var en ammunitionsfabrik för tillverkning av bland annat minor och granater i Zakrisdal i Karlstad 1940–1994. Zakrisdalsverken uppfördes för att möta behovet som andra världskriget förde med sig. Det ursprungliga området har bland annat byggnader ritade av Paul Hedqvist.
Verksamheten utvecklades till att ha över 1100 anställda och var under en period den största arbetsgivaren i Karlstad. Under 1960-talet flyttades tillverkningen ner i bergrum. Under 1980-talet tillverkades pansarskottet AT-4.
1992 övergick verksamheten från Försvarets Fabriksverk (FFV) till Celsiuskoncernen 1994 flyttades tillverkningen till Bofors i Karlskoga. Sprängtekniska museet i Karlstad visar verksamhetens historia.
Bellevue är ett gammalt bostadsområde till Zakrisdalsverken som låg på Zakrisdal. Efter att tillverkningen lades ner har Zakrisdals-området förvandlats till ett stort företagshotell där massor av oftast industri-orienterade företag nu hyrt in sig.